# Stefan Aretz

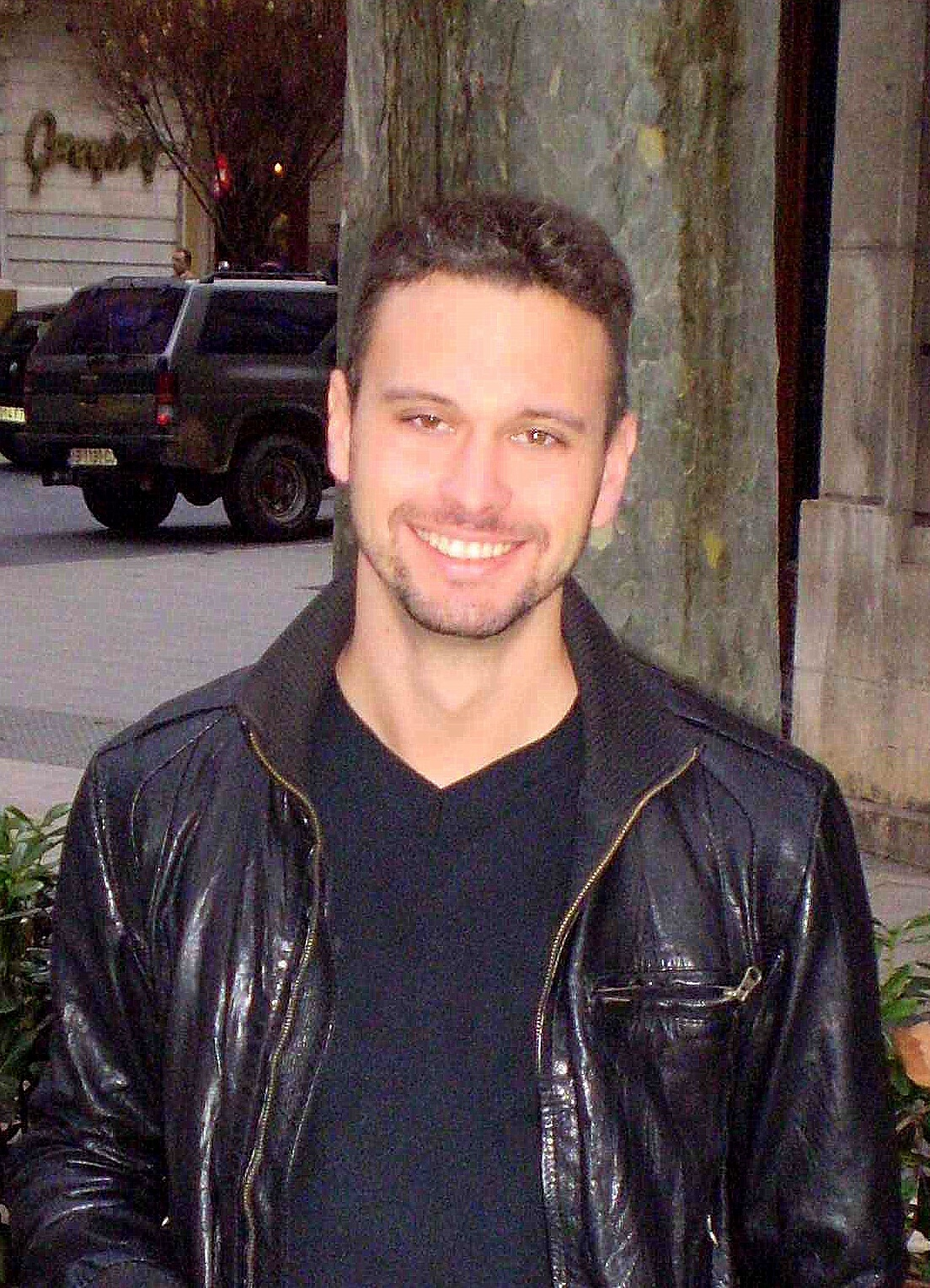
Stefan Aretz 2010

Stefan Aretz (* 12. Dezember 1980 in Siegburg, Deutschland) ist ein deutscher Schauspieler und Autor.

## Leben
Stefan Aretz besuchte die Realschule in Lohmar und erwarb auf dem Gymnasium Allee Straße das Abitur. Den Zivildienst leistete er in einem evangelischen Altenheim. Während der Schulzeit schrieb und inszenierte Aretz eigene Theaterstücke, in denen er auch selbst als Schauspieler mitwirkte. Seit seinem achten Lebensjahr erhielt er Schauspielunterricht im Kinder- und Jugendtheater der Baacher Bühne. 
Als Jugendlicher stand er unter anderem beim WDR für Hörfunkprojekte vor dem Mikrofon. 2001 begann er das Studium der darstellenden Kunst an der Arturo Schauspielschule in Köln. Danach stand Aretz auch vor Film- und Fernsehkameras, so im Kurzfilm Orientierungslos, der Kurzfilmkomödie Wenn Wale weinen, in der Hauptrolle des „Joel Honigmann“  im Kurzfilm A life beyond (2008) und im Kurzfilm Vergessen können in der Rolle eines jungen Arztes. In der Kurzdoku Die schwarz-weißen Jahre (2010) für den SWR verkörperte er die Aufbruchsstimmung der Nachkriegsgeneration.
Parallel zu den Dreharbeiten für Film- und Fernsehproduktionen steht Aretz auf der Theaterbühne. Er spielte mit in den Theaterstücken Germany’s Next Topmodel (2008) und Blinde Passagiere (2009). Im Theaterstück Mobil (2008) spielte Aretz in einer Hauptrolle an der Seite von Verena Plangger. Aretz spielte den „Bassanio“ im Kaufmann von Venedig (2009) unter der Regie von Burkard Schmiester. 
Seit 2009 entwickelt Aretz als Drehbuchautor Stoffe für Kino und Spielfilmproduktionen. Er schrieb die Drehbücher für die Kurzfilme Wischmopp (2011) und Pärchenabend (2011) und für den Spielfilm Sorry Guys (2017), bei dem er auch Regie führte.

## Filmografie als Schauspieler
- 2006: Orientierungslos (Kurzfilm)
- 2007: Wenn Wale weinen (Kurzfilm)
- 2007: Maddin in Love (Episode: Liebe lernen)
- 2008: A life beyond (Kurzfilm)
- 2008: Die schwarzweißen Jahre (Kurzfilm)
- 2011: Pärchenabend (Kurzfilm)